# Abd Allah ben Muhammad
Pour les articles homonymes, voir Muhammad (homonymie).
Pour des articles plus généraux, voir Al-Andalus et Histoire d'al-Andalus.
Abû Muhammad `Abd Allah ibn Muhammad  ou `Abd Allah est le fils de Muhammad Ier. Il est né le 11 janvier 844. Il succède à son frère Al-Mundhir comme émir omeyyade de Cordoue en 888 jusqu'en 912. Il laisse le pouvoir à son petit-fils `Abd ar-Rahmân III an-Nâsir. Il meurt le 15 octobre 912.

## Biographie

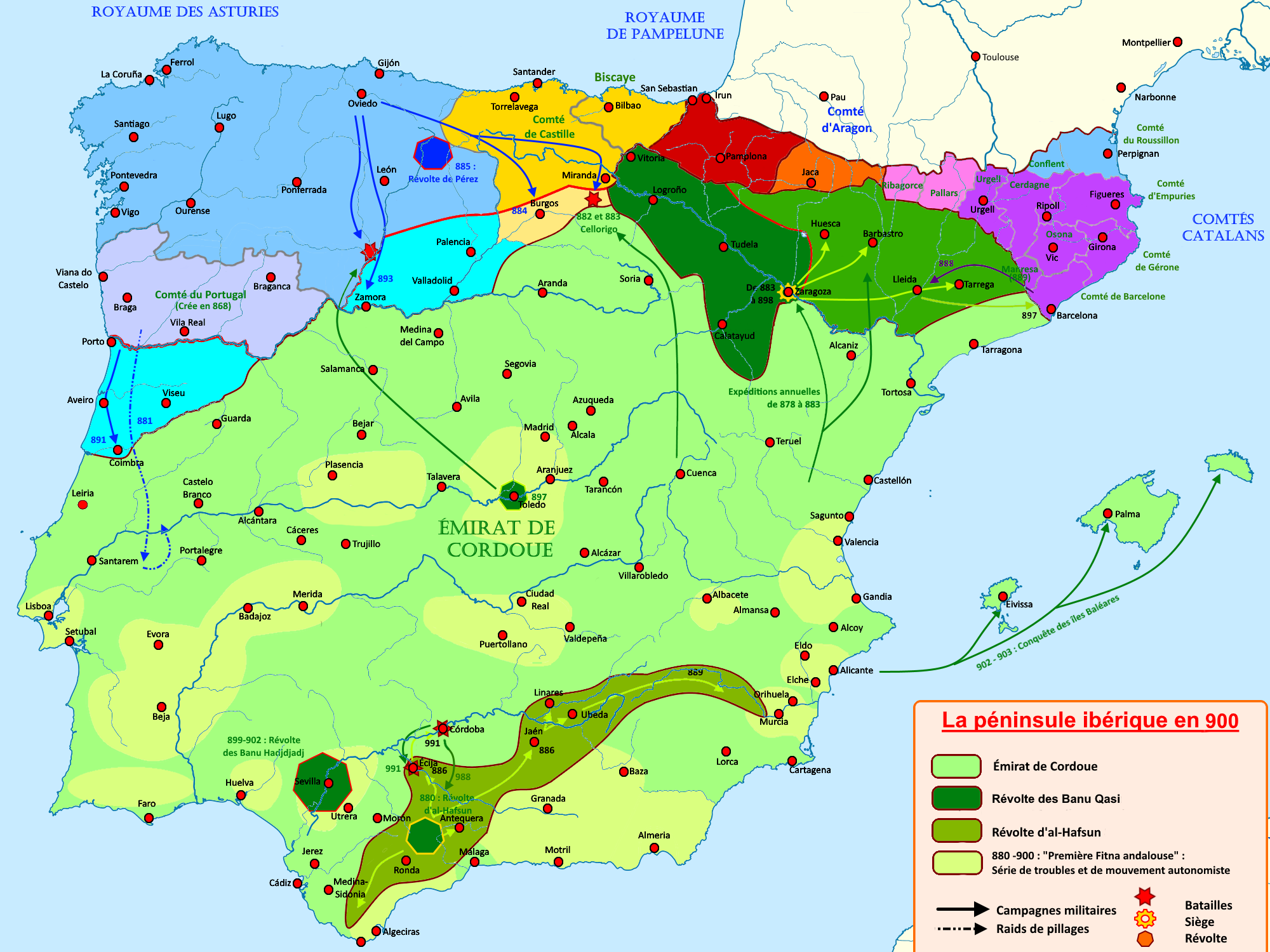
Émirat de Cordoue de 875 à 900.

Émir à 44 ans, sa piété est appréciée de ses sujets musulmans. Il a cependant une réputation de cruauté, car les troubles durant son règne l’obligent à répandre souvent le sang : un de ses fils, soupçonné de trahison, et de nombreux rebelles. En effet, son accession au trône est le signal de plusieurs révoltes en Al-Andalus. Il bat définitivement Omar Ben Hafsun, qui s’était rendu indépendant à Malaga et que son père et son frère avaient combattu en vain. De nombreuses autres révoltes éclatent, à cause de l’antagonisme entre les différentes composantes de la population : Arabes, Berbères, Muladi ou Mozarabes et Chrétiens.
Ibrahim Banu Hadjabj, gouverneur de Séville, prend même le titre de roi et son indépendance, qu’Abd-Allah est contraint de reconnaître. Il meurt en 912, laissant à son petit-fils `Abd ar-Rahmān III an-Nāsir un royaume agité, que ce dernier parviendra à pacifier et à soumettre.
Il épouse entre autres Oneca Fortúnez, fille du roi de Navarre Fortún Garcés et grand-mère d'Abd al-Rahman III.